# Корисний компонент
Ко́ри́сним компоне́нтом (англ. valuable component; нім. Nutzkomponente f, Nutzbestandteil m) називають хімічний елемент або природну сполуку (мінерал), для одержання яких добувається корисна копалина (наприклад, Fe у залізних рудах, Cu у мідних рудах). Розрізнюють основні і супутні (попутні) корисні компоненти.
Основні корисні компоненти — це складові частини корисної копалини, самостійне вилучення (добування) яких економічно доцільне.
Попутні (супутні) корисні компоненти — складові частини корисної копалини, вилучення яких економічно доцільне лише спільно з основним корисним компонентом.
При наявності двох або більше основних корисних компонентів корисна копалина характеризується як комплексна (наприклад, мідно-молібденові, мідно-свинцево-цинкові руди). Попутні корисні компоненти при збагаченні виділяють або в самостійний продукт, або в колективний продукт з основним корисним компонентом. З колективного продукту попутні корисні компоненти вилучають у процесі металургійної або хімічної переробки.